# De Land's End a John o' Groats

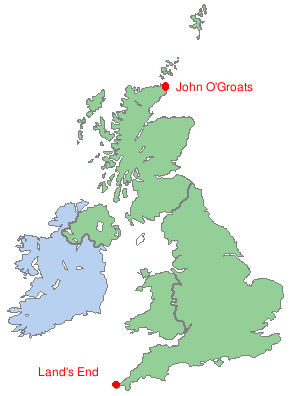

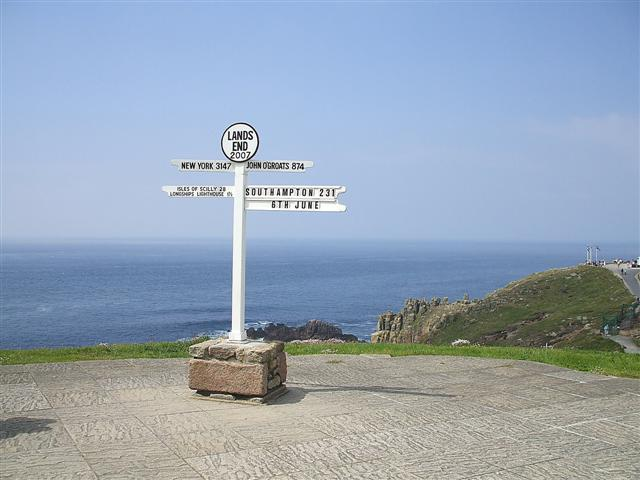
Sinal em Land's End

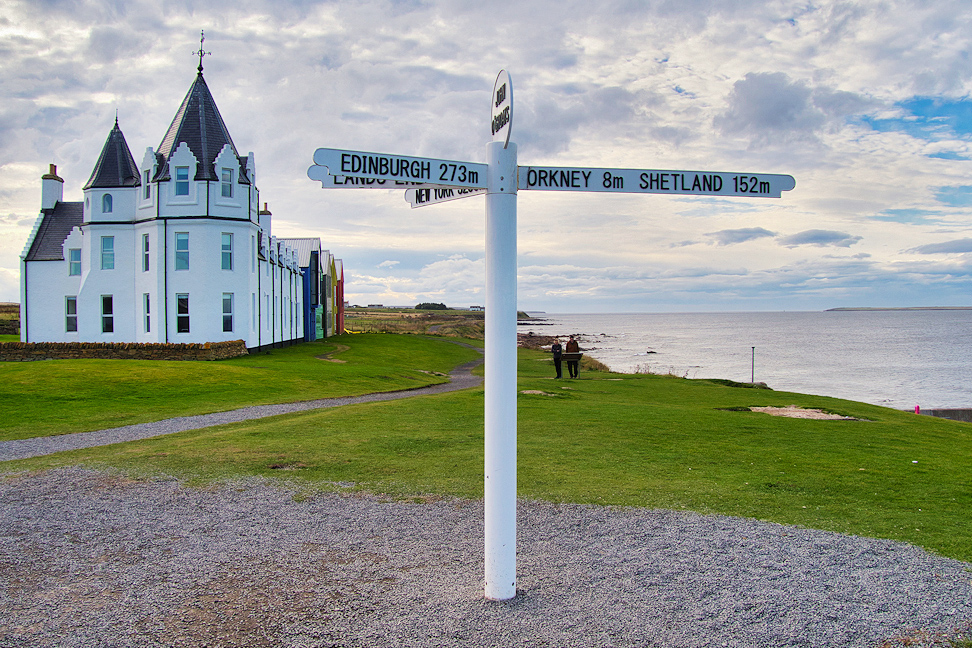
Sinal em John o' Groats

De Land's End a John o' Groats é a travessia de maior extensão na ilha da Grã-Bretanha, ligando o extremo sudoeste ao nordeste. A distância tradicional por estrada é de 1407 km e demora, de bicicleta, 10 a 14 dias, com o registo mais curto a ser de 9 dias; em corrida é de 9 dias. Quem o faz a pé percorre cerca de 1900 km em dois a três meses. Há postes de sinalização nos extremos, muito fotografados pelos turistas.
- Land's End é o extremo sudoeste (mas não o extremo ocidental nem o meridional) da Grã-Bretanha, no oeste da Cornualha, no fim da península de Penwith (O.S. Grid Reference SW342250, Post Code TR19 7AA).
- John o' Groats é popularmente tido como o extremo norte da Grã-Bretanha, no nordeste de Caithness (O.S. Grid Reference ND380735, Post Code KW1 4YR), embora o verdadeiro extremo setentrional da ilha seja Dunnet Head, que lhe fica próximo. Por estrada, o ponto mais longínquo de Land's End é Duncansby Head, a cerca de 3,2 km de John o' Groats.

A distância em linha reta de Land's End a John o' Groats é de 970 km, tal como determinado pelas "O.S. Grid References", mas tal rota passa por cima de partes do mar da Irlanda.